# Ulrich Gmelin
Ulrich Gmelin, född den 6 oktober 1912 i Tübingen, död den 30 juni 1944 i Mogiljev, var en tysk historiker, germanist och Standartenführer i SA. Gmelin var från år 1941 Reichsamtsleiter (Riksbyråchef) inom Reichserziehungsministerium (Riksutbildningsdepartementet). Han var bror till juristen Hans Gmelin.
Gmelin inkallades år 1943 i Wehrmacht och stred i det av Tyskland ockuperade Sovjetunionen. Han stupade i närheten av Mogiljev (nu Mahiljoŭ i Belarus).